# Ejido Uno de Febrero
Ejido Uno de Febrero är en ort i Mexiko.   Den ligger i kommunen Gómez Farías och delstaten Jalisco, i den södra delen av landet, 500 km väster om huvudstaden Mexico City. Ejido Uno de Febrero ligger 1 523 meter över havet och antalet invånare är 248.
Terrängen runt Ejido Uno de Febrero är kuperad norrut, men söderut är den platt. Runt Ejido Uno de Febrero är det ganska tätbefolkat, med 144 invånare per kvadratkilometer. Närmaste större samhälle är Ciudad Guzmán, 12,5 km söder om Ejido Uno de Febrero. I omgivningarna runt Ejido Uno de Febrero växer huvudsakligen savannskog.